# Elezioni regionali in Molise del 1970
Le elezioni regionali in Molise del 1970 si tennero il 7 e 8 giugno.

## Risultati elettorali
| Liste                                                   | Voti    | %     | Seggi |
| ------------------------------------------------------- | ------- | ----- | ----- |
| Democrazia Cristiana (DC)                               | 92.839  | 52,08 | 16    |
| Partito Comunista Italiano (PCI)                        | 26.714  | 14,99 | 5     |
| Partito Socialista Italiano (PSI)                       | 16.932  | 9,50  | 3     |
| Partito Socialista Unitario (PSU)                       | 13.576  | 7,62  | 2     |
| Partito Liberale Italiano (PLI)                         | 10.802  | 6,06  | 2     |
| Movimento Sociale Italiano (MSI)                        | 8.022   | 4,50  | 1     |
| Partito Repubblicano Italiano (PRI)                     | 5.298   | 2,97  | 1     |
| Partito Socialista Italiano di Unità Proletaria (PSIUP) | 4.078   | 2,29  | -     |
| Totale                                                  | 178.261 |       | 30    |

| Riepilogo dei seggi | Riepilogo dei seggi | Riepilogo dei seggi | Riepilogo dei seggi | Riepilogo dei seggi | Riepilogo dei seggi | Riepilogo dei seggi |
| ------------------- | ------------------- | ------------------- | ------------------- | ------------------- | ------------------- | ------------------- |
|                     |                     |                     |                     |                     |                     |                     |
| PCI                 | 5                   | N/A                 |                     | PSI                 | 3                   | N/A                 |
| PSU                 | 2                   | N/A                 |                     | PRI                 | 1                   | N/A                 |
| DC                  | 16                  | N/A                 |                     | PLI                 | 2                   | N/A                 |
| MSI                 | 1                   | N/A                 |                     |                     |                     |                     |